# Яндульський Сергій Юрійович
Сергі́й Ю́рійович Яндульський — український військовослужбовець, підполковник 10 ОГШБр Збройних сил України, учасник російсько-української війни. Герой України (2023).

## Життєпис
Служить у 10-й окремій гірсько-штурмовій бригаді: помічник начальника штабу — начальник розвідки 109-го окремого гірсько-штурмового батальйону, зараз — командир мотопіхотного батальйону.
Учасник АТО/ООС.
На фронті з 24 лютого 2022 року. Неодноразово виконував бойові завдання під щільними обстрілами російських окупантів. Під керівництвом підполковника Сергія Яндульського ліквідувано значну кількість військової техніки й особового складу противника.
У червні 2022 року під ворожим обстрілом на Луганщині особисто надав першу допомогу старшому солдату, якого згодом доправив у безпечне місце.
Наприкінці вересня 2022 року потрапивши під ворожий обстріл на передових позиціях у Донецькій області, зазнав вогнепального поранення плеча й лівого стегна, але зміг організувати вогонь та завдати втрат окупантам.

## Нагороди
- звання Герой України з вручення ордена «Золота Зірка» (30 березня 2023) — за особисту мужність і героїзм, виявлені у захисті державного суверенітету та територіальної цілісності України, самовіддане служіння Українському народу[2][3];
- медаль «За військову службу Україні» (19 березня 2022) — за особисту мужність і самовіддані дії, виявлені у захисті державного суверенітету та територіальної цілісності України, вірність військовій присязі[4].

## Військові звання
- підполковник (на 30.3.2023);
- майор (на 19.3.2022).